# Château de Montastruc
Le château de Montastruc est un château français implanté sur la commune de Lamonzie-Montastruc dans le département de la Dordogne, en région Nouvelle-Aquitaine. Il a été bâti au XIIIe siècle et modifié aux XVe et XVIIIe siècles.

## Présentation
Le château de Montastruc se situe en Périgord pourpre, au sud du département de la Dordogne, 100 mètres à l'ouest de la route départementale 21. Il est implanté sur un rocher au nord-ouest du village de  Lamonzie-Montastruc, en bordure du Caudeau.
C'est une propriété privée.
Inscrit partiellement aux monuments historiques en 1973, il l'est en totalité depuis 2001.

## Historique

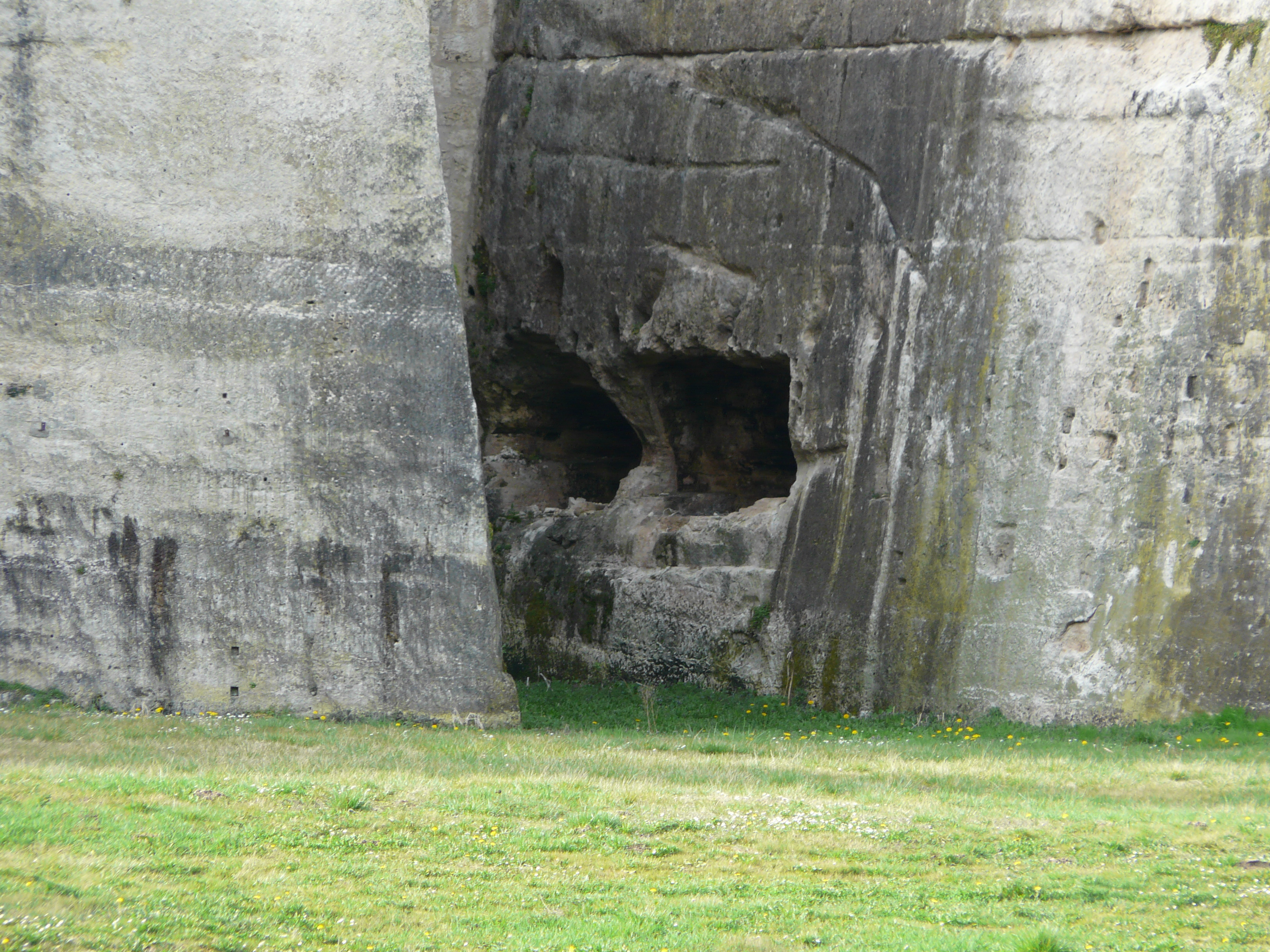
Grottes dans le rocher
sous le château.

Le site a été habité depuis des temps très anciens. Le château a été construit sur un rocher abritant des habitats troglodytiques préhistoriques. Le château médiéval surplombe le rocher.
Le château d'origine, rasé en 1438, fut reconstruit en 1475. En 1568, il fut assiégé par Blaise de Monluc.
Les aménagements du XVIIIe siècle sont imbriqués dans le bâti du logis féodal. Les décors intérieurs datent du XVIIIe siècle.
En 1849, l'abbé Audierne qui a été le vicaire-général de Alexandre-Charles-Louis-Rose de Lostanges-Sainte-Alvère, évêque de Périgueux de 1817 à 1835, est reçu au château par la marquise de Lostanges. Il y reste jusqu'en 1861, quand le fils aîné de Mme de Lostanges et son beau-frère de Vassal, sont venus au château pour l'obliger à le quitter.
Pendant la Seconde Guerre mondiale, le château accueille quelque temps la grande-duchesse Charlotte de Luxembourg, à la suite de son exil face à l'avancée des troupes allemandes.

## Architecture
Le château de Montastruc est formé du logis médiéval en partie reconstruit au XVIIIe siècle et de diverses dépendances : écuries, vestiges de la grange, pigeonnier et oratoire.

## Parc et jardins
Le parc a été réaménagé au XIXe siècle.

## Galerie de photos

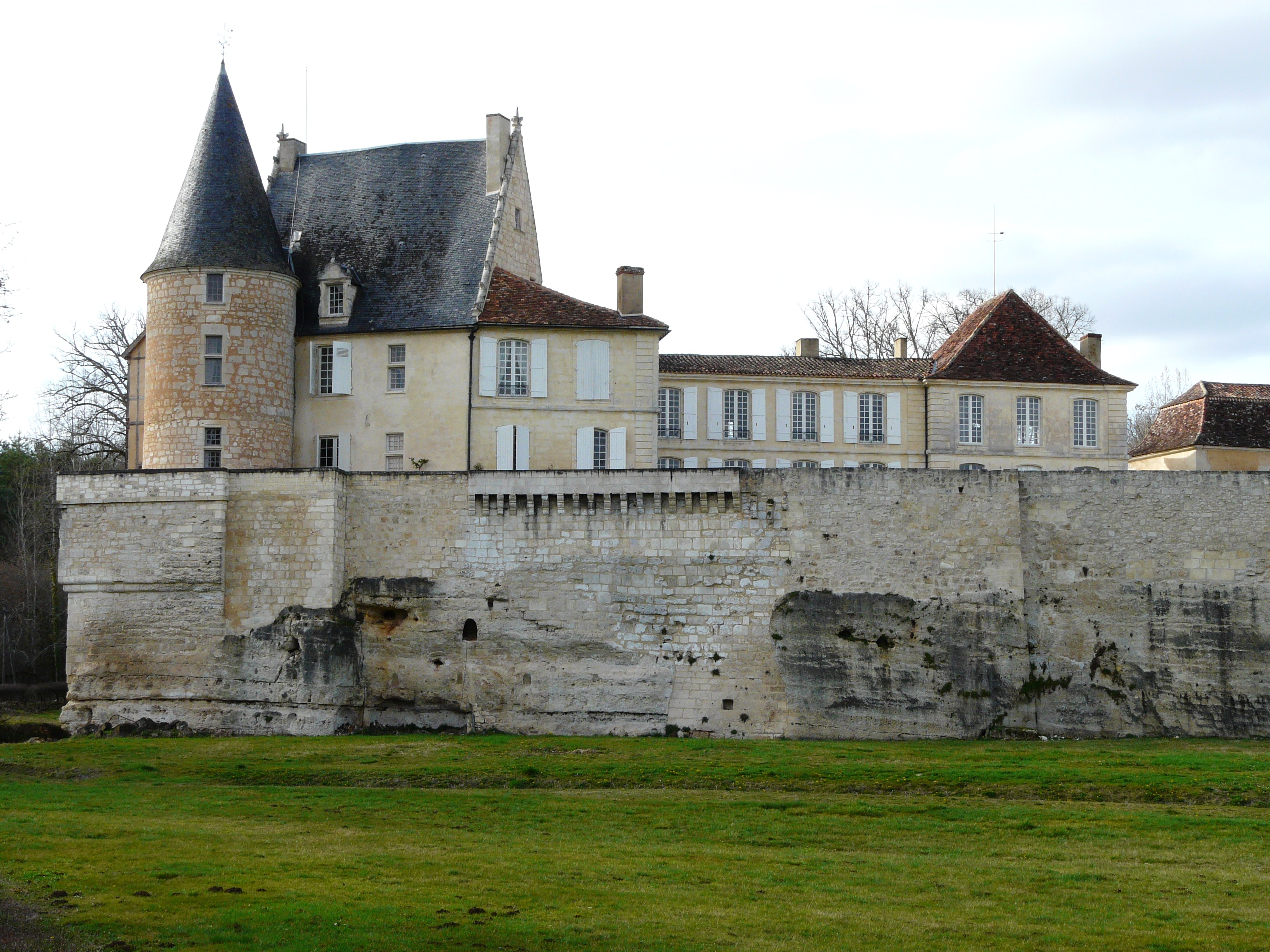
Côté sud-est, le château sur son rocher.
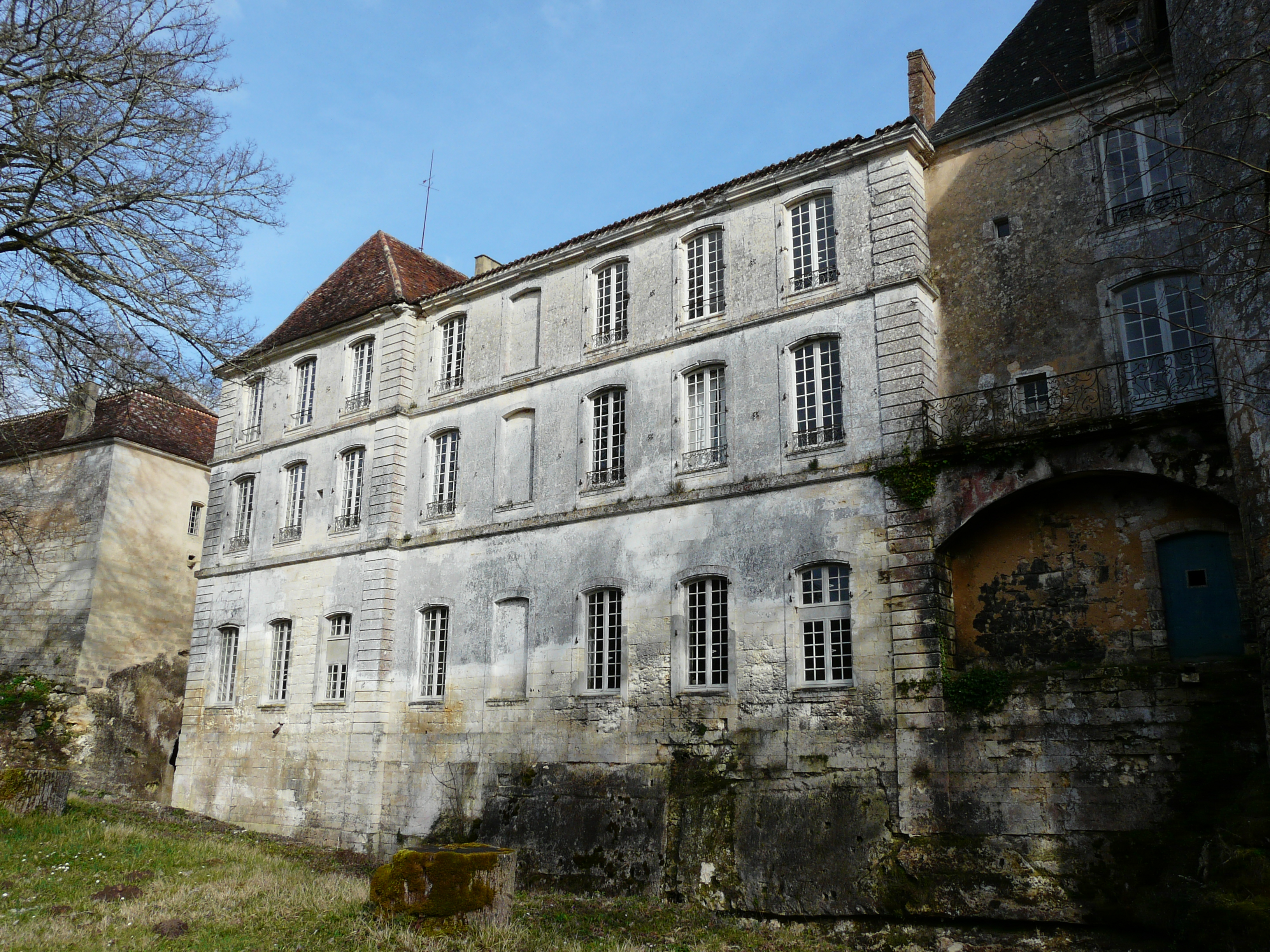
La façade nord-ouest.
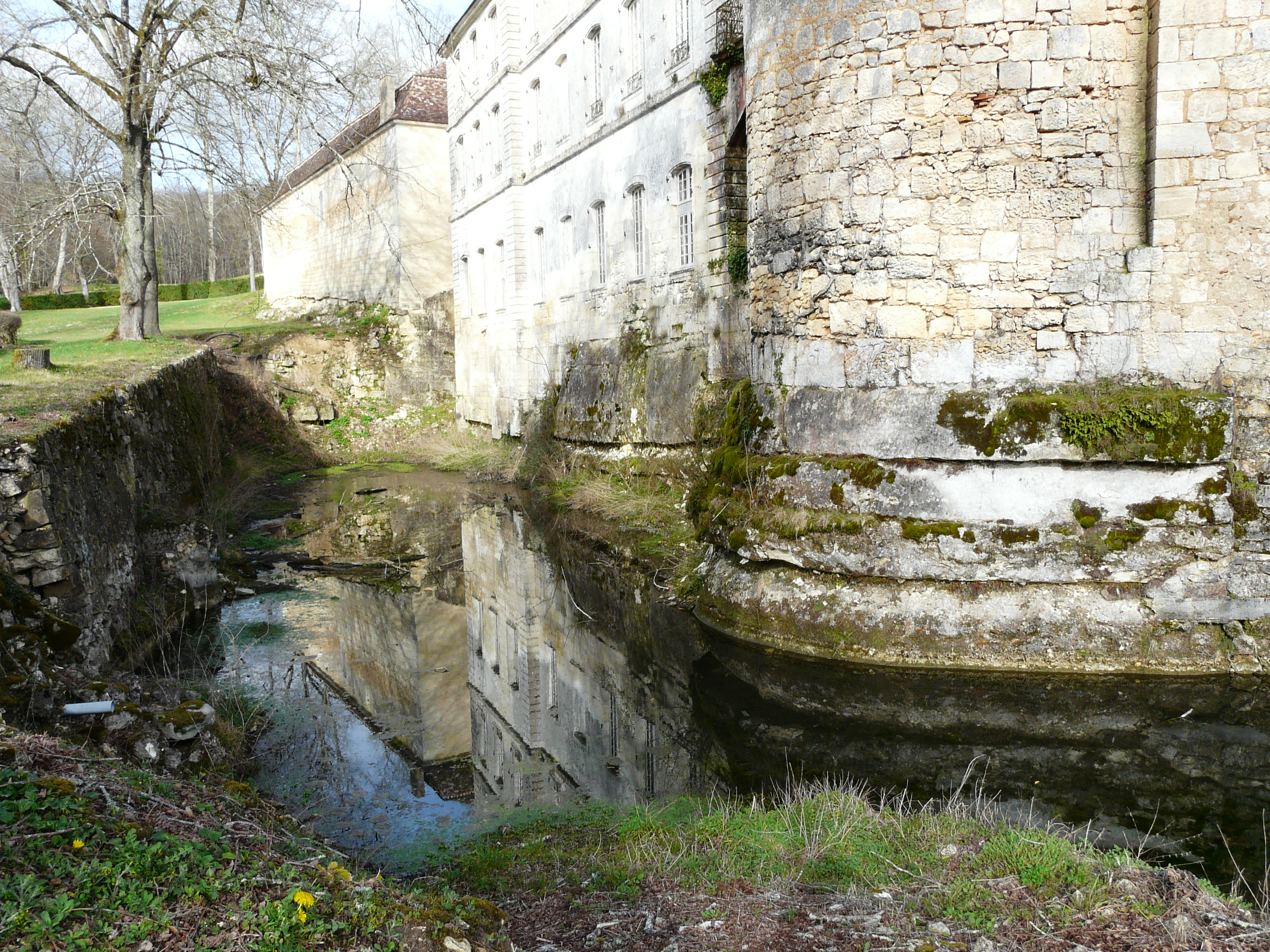
Les douves.
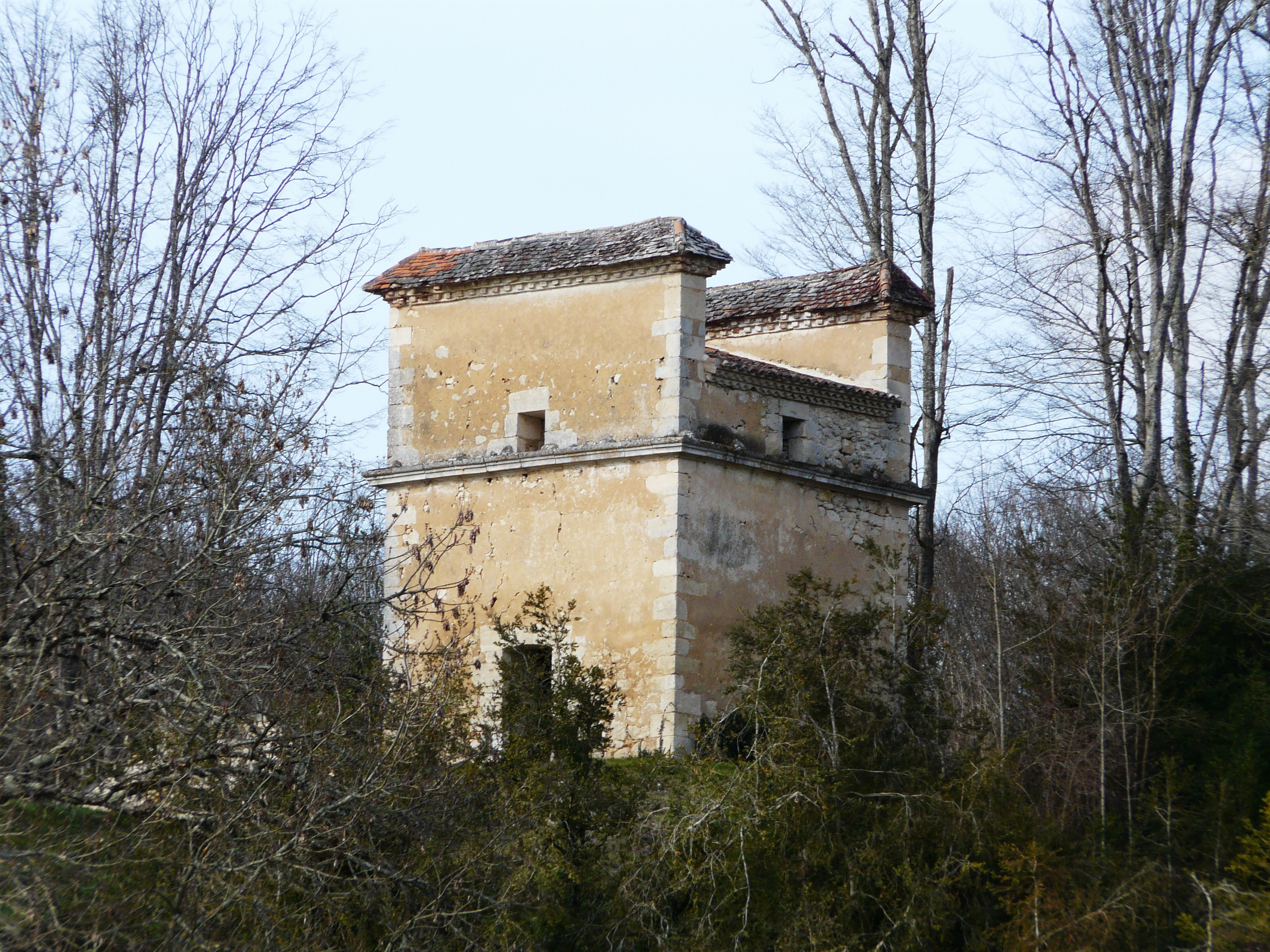
Le pigeonnier.